# Emili Blanch

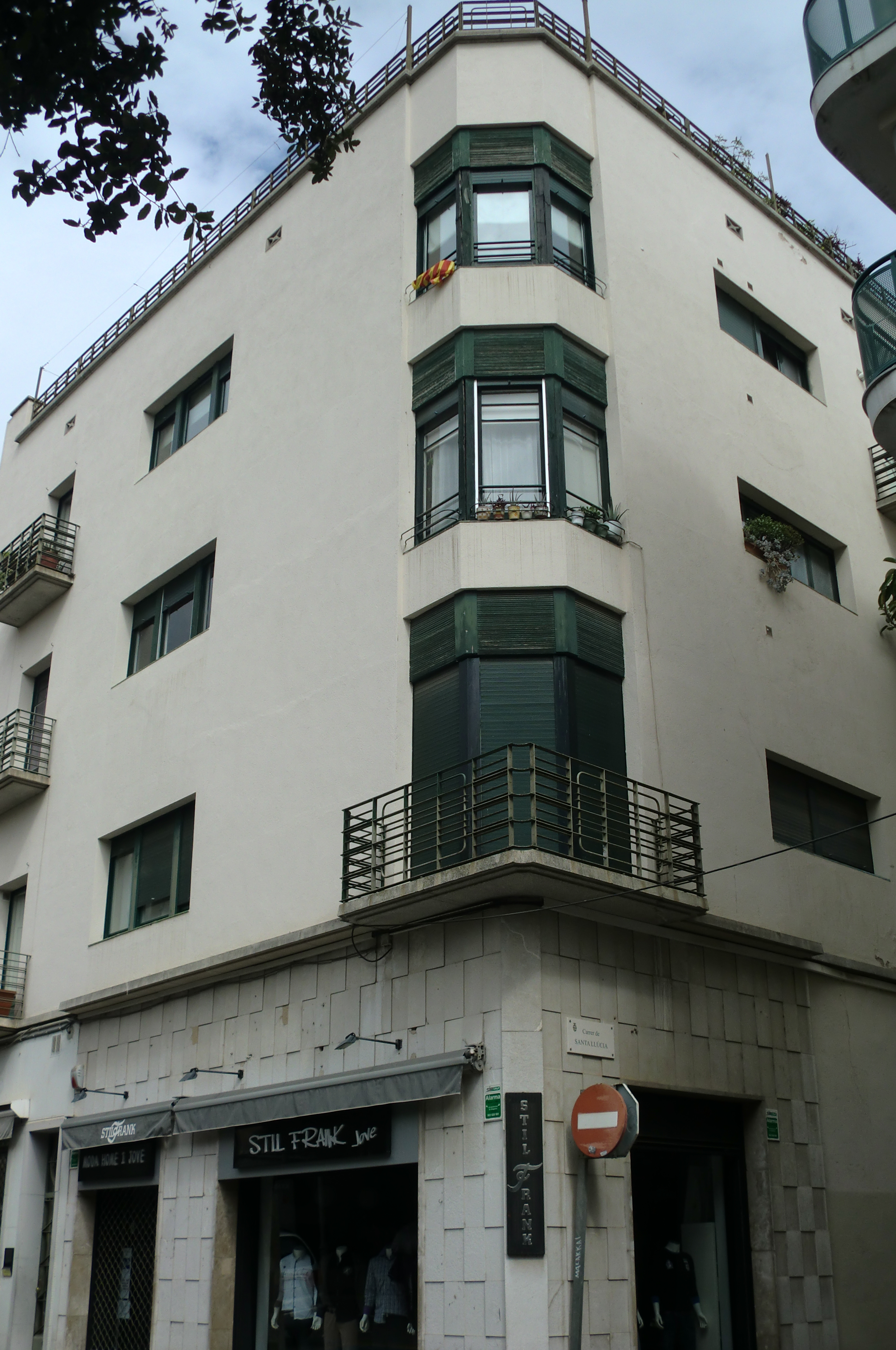
Casa Guillamet (1935), Figueras

Emili Blanch i Roig (La Pera, 30 de octubre de 1897-Gerona, 9 de enero de 1996) fue un arquitecto racionalista español. 

## Biografía
Estudió en la Escuela Técnica Superior de Arquitectura de Barcelona, donde se tituló en 1925, tras trabajar como delineante para Manuel Raspall. Recibió la influencia de Le Corbusier, lo que le encaminó hacia el racionalismo. Fue arquitecto provincial de la Diputación de Gerona y, en 1936, arquitecto de la Generalidad de Cataluña igualmente en Gerona. Entres sus principales obras destacan: la casa Jonquera (1931), la casa Blanch (1932) y la casa Teixidor (1934) en Gerona; y la casa Reig (1934) y la casa Guillamet (1935) en Figueras. También construyó los grupos escolares de Vilafan (1930, derribado en 1985), Fortiá (1934, actualmente CEIP Teresa de Pallejà), San Jordi Desvalls (1932-1934, actualmente CEIP Sant Jordi), Flassá (1934, actualmente CEIP Les Moreres), Regencós (1934) y Ginestà (1935), además de otros proyectados y no ejecutados en San Jaime de Llierca (1933), Les Olives (1934), Vilasacra (1935) y Parlabá (1935); también edificó la Escuela de Artes y Oficios de Palafrugell (1931-1934, actualmente Museo del Corcho) y la Escuela Graduada Francesc Macià en Sarriá de Ter (1936).
En 1936 se afilió al Sindicato de Arquitectos de Cataluña, que durante la Guerra Civil sustituyó al Colegio de Arquitectos, del que fue tesorero en Gerona. Militó en Esquerra Republicana de Catalunya, por lo que tras la Guerra Civil fue condenado por el Tribunal de Responsabilidades Políticas a la incautación de todos sus bienes y a la inhabilitación para el ejercicio de su profesión. En 1939 se exilió a Francia, de donde pasó en 1942 a México. Regresó a España en 1948 y, al año siguiente, se le permitió de nuevo ejercer como arquitecto. Su obra posterior es de escaso interés, centrada en pequeñas viviendas, almacenes, garajes y equipamientos turísticos, como los chalets de la urbanización Cala Rovellada de Colera. Entre sus últimas obras destaca la rehabilitación de la casa Blanch para residencia geriátrica.